# Micromia vinosa
Micromia vinosa är en fjärilsart som beskrevs av W. Warren 1907. Micromia vinosa ingår i släktet Micromia och familjen mätare. Inga underarter finns listade i Catalogue of Life.